# Ilha Acarabu
Ilha Acarabu är en ö i Brasilien.   Den ligger i delstaten Amazonas, i den nordvästra delen av landet, 2 700 km nordväst om huvudstaden Brasília.
I omgivningarna runt Ilha Acarabu växer i huvudsak städsegrön lövskog. Trakten runt Ilha Acarabu är nära nog obefolkad, med mindre än två invånare per kvadratkilometer.